# 陣が峯城

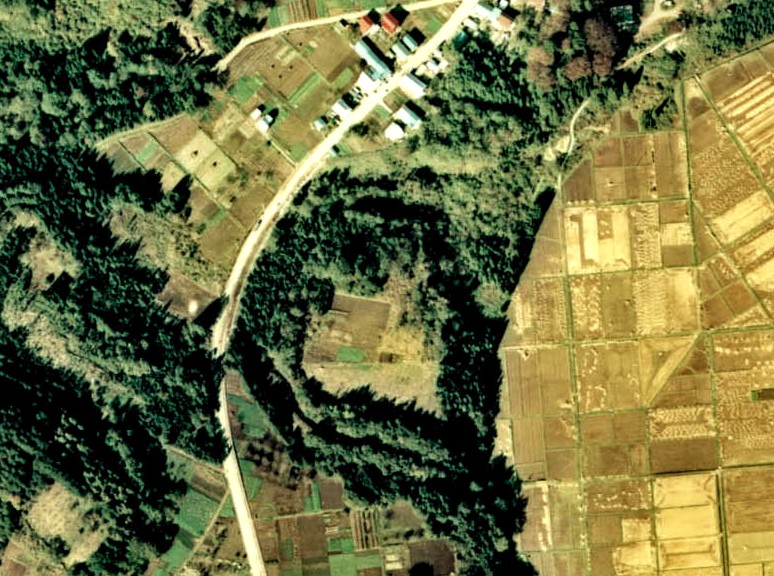
二重の空壕に囲まれた遺跡
1976年撮影

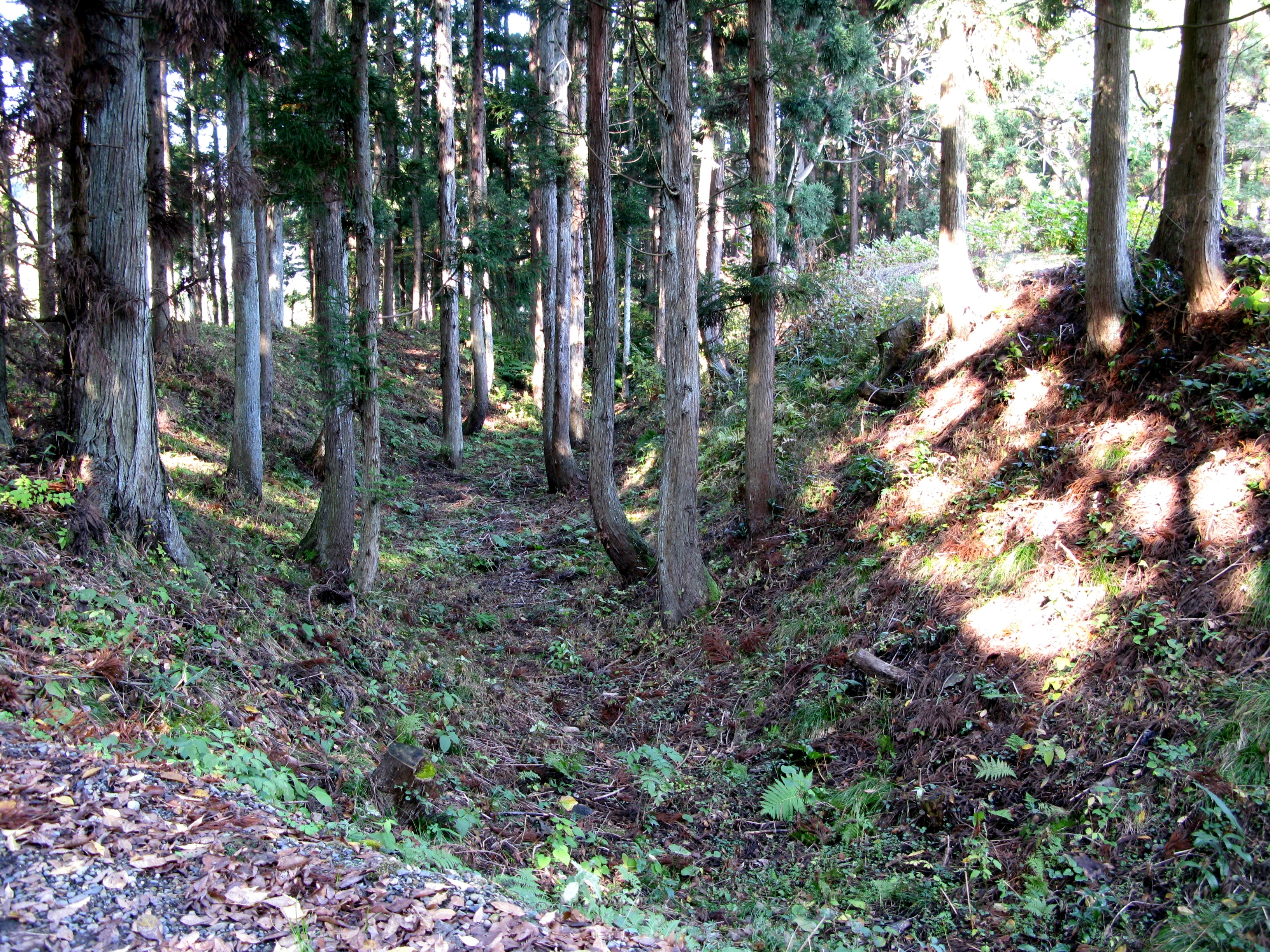
遺跡西側の空壕と土塁

陣が峯城（じんがみねじょう）は、福島県河沼郡会津坂下町にあった平安時代末期の城館（日本の城）。遺跡は陣が峯城跡（じんがみねじょうあと）として国の史跡に指定されている。
遺跡は近世以降も再利用されず、撹乱をまぬがれ中央平坦部は畑となっているが、一部敷地は公民館が建てられている。

## 歴史
陣が峯城のある一帯は平安時代末期は摂関家領の会津蜷河荘であったことが確認されており、永久2年（1114年）に藤原忠実が伝領している。そのような経緯より、城の築城者は蜷河荘の管理に携わっていた人物であると思われる。このようなことから、忠実の孫にあたる九条兼実の日記『玉葉』に登場する「藍津之城（あいづのしろ）」は陣が峯城である可能性がある。なお、伝承では越後の城助職（長茂）によって建てられたといわれている（城氏は慧日寺衆徒頭・乗丹坊とも強い結びつきがあるなどこの時期の会津に大きな勢力を保持していたと思われる）。しかし『恵隆寺縁起』によれば陣が峯城は城助職（長茂）と乗丹坊によって攻められたという。

## 史跡指定
遺跡が所在する会津坂下町教育委員会では、その重要性に鑑み2002年度（平成14年度）から3年間にわたり内容確認のための発掘調査を行った。その成果から、12世紀の城館遺構が残る遺跡としては全国でも珍しく貴重であるとして、2007年（平成19年）7月26日、陣が峯城跡（じんがみねじょうあと）として国の史跡に指定された。

## 遺構と遺物
遺構
城は段丘の地形に沿って築かれ、東西110メートル、南北170メートルの平場に加え、西方にも平場が付属しており、総面積は4ヘクタールにも及ぶ。堀は二重堀（幅は合わせて60メートル、深さ15メートル）であることが確認されており、城の西側にその遺構が残っている。また、発掘調査によって、中心部分より4棟の掘立柱建物跡、1基の鍛冶炉跡のほか、多数の土坑や溝跡が検出された。
遺物
同時にそれらの遺構より白磁などの多くの貿易陶磁器や青銅製品、鉄製品が出土したが、それらのほとんどは被熱しており、また、多量の炭化物とともに鉄鏃がランダムに出土したことから、城は戦いによって焼失したと推定される。発掘された遺物は、2010年（平成22年）5月21日に、一括して陣が峯城跡出土品として福島県指定重要文化財に指定された。

## 城の周辺
城跡の西には高寺伝承で有名な高寺山の丘陵が連なり、その麓には鎌倉時代造立の千手観音像（国重文）を本尊とする恵隆寺、平安時代初期造立といわれている薬師如来像（国重文）を本尊とする上宇内薬師堂（会津五薬師の一つ）がある。城跡の東側は会津盆地の田園風景が広がり、およそ約2キロメートルの地に亀ヶ森・鎮守森古墳がある。また、城の周辺には前記2古墳のほかにも多数の古墳が確認されており、前記の寺院や陣ヶ峰城の存在を照らし合わせると、中世初期に佐原義連一族が入部するまでは陣ヶ峰城一帯が古代会津の中心であった可能性も考えられる。